# أم القرى (السودان)

أم القرى / خريطة السودان

أم القرى، إحدى محليات ولاية الجزيرة و التي تقع في البطانة، وأكثرها كثافة سكانية. وتعتبر العمود الفقري لاقتصاد الولاية، حيث يقع فيها الجزء الأكبر من مشروع ولاية الجزيرة المروي، بالإضافة لسهل البطانة المطري الذي تقدر مساحته بمئات آلاف الكيلو مترات من الأراضي المزروعة مطرياً.
و تضم مدينة ام القرى عدد من القرى حيث تعتبر هي حاضرة هذه القرى بما فيها قرية الرميلات وقرية د المهيدي .وكل المباني الإدارية المحلية توجد داخل مدينة أم القرى.